# Honda Crider
Honda Crider – samochód osobowy klasy kompaktowej produkowany przez japoński koncern motoryzacyjny Honda od 2013 roku z przeznaczeniem na rynek chiński. Od 2018 roku produkowana jest druga generacja modelu.

## Pierwsza generacja
Honda Crider I została po raz pierwszy oficjalnie zaprezentowana podczas targów motoryzacyjnych w Szanghaju w 2013 roku.

### Historia i opis modelu

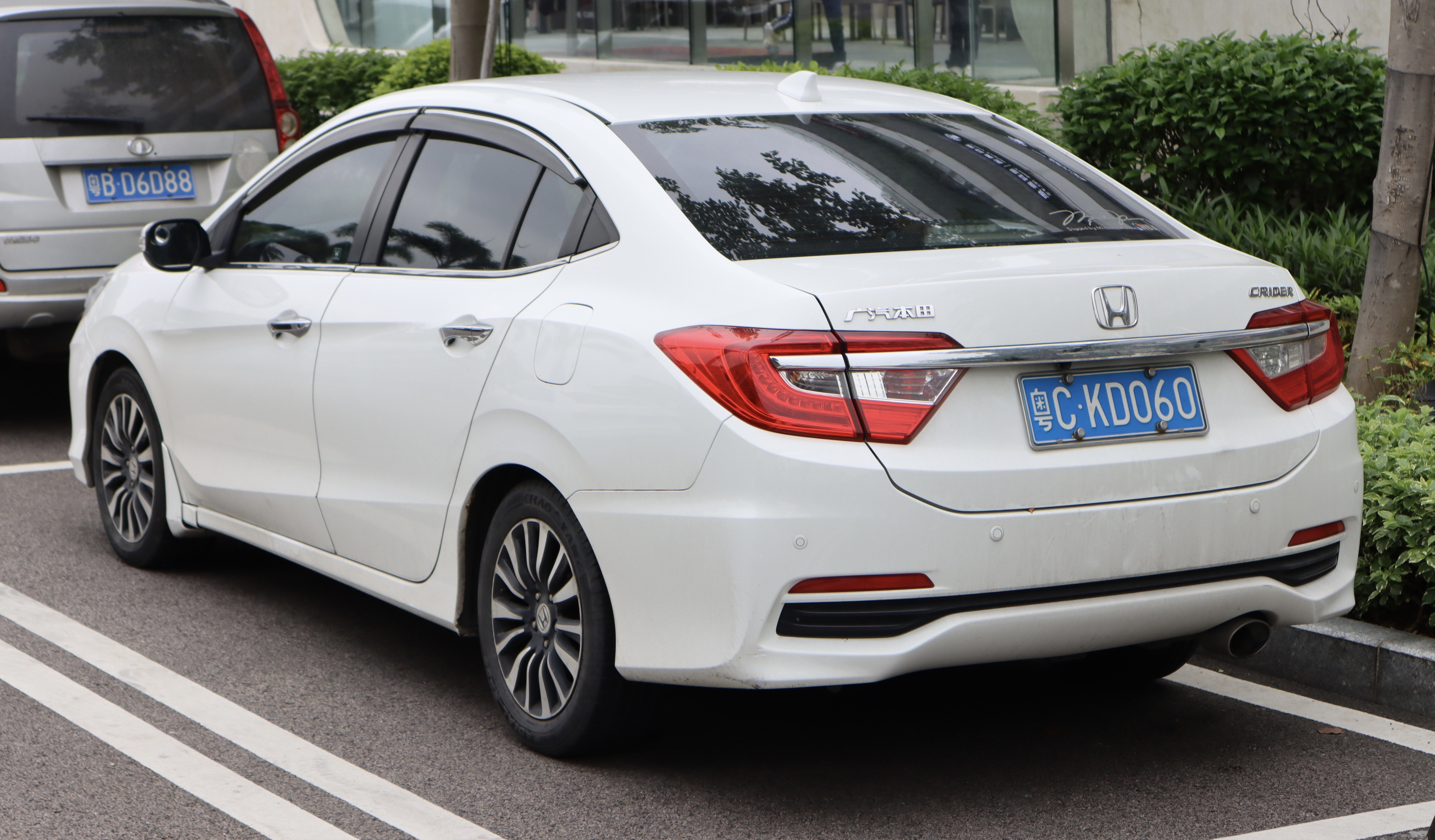
Honda Crider I – tył

Samochód został zbudowany na bazie płyty podłogowej modelu Civic. Stylistyka pojazdu nawiązuje do modeli Acur – luksusowej pod marki Hondy produkującej pojazdy przeznaczonej na rynek amerykański, a jej charakterystycznym elementem jest wyrazisty pas przedni z dużymi reflektorami w których umieszczone zostały światła do jazdy dziennej wyposażone w dużą liczbę diod LED.

## Druga generacja
Honda Crider II została po raz pierwszy oficjalnie zaprezentowana w 2018 roku.

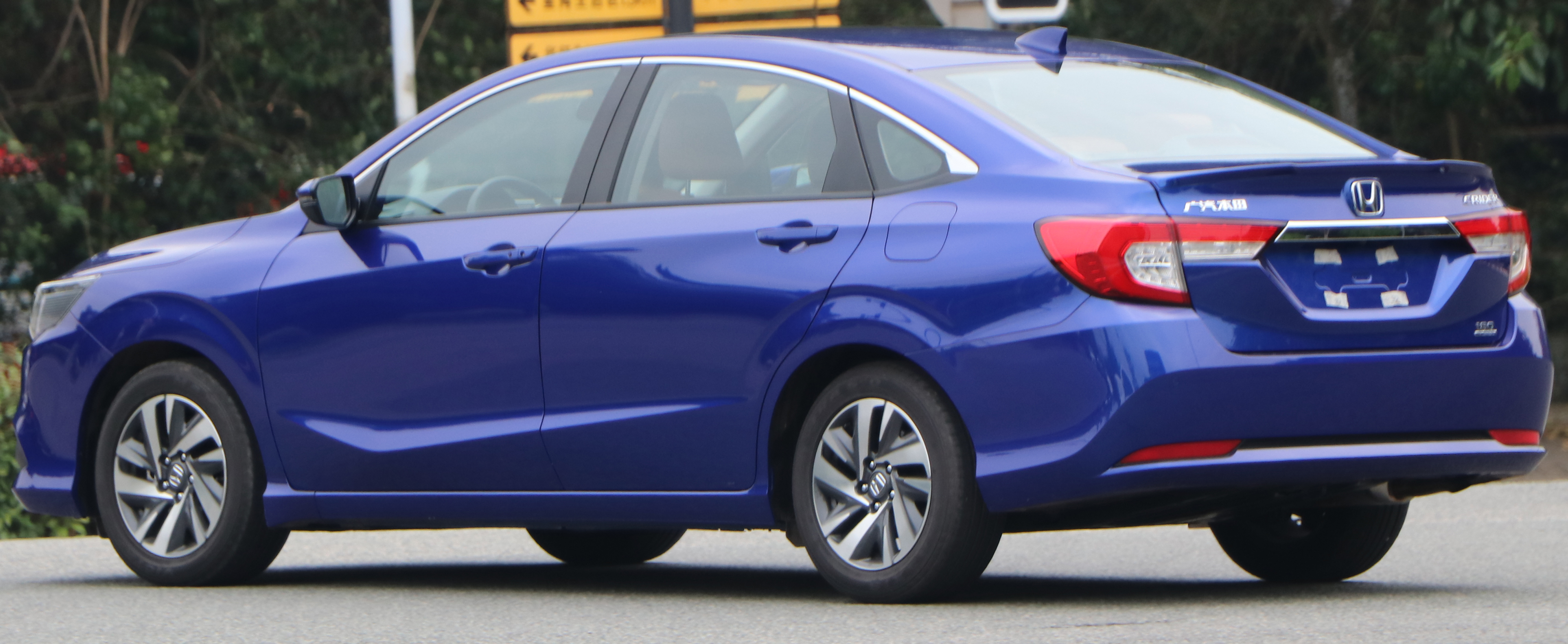
Honda Crider II – tył